# Bornean Sun Bear Conservation Centre

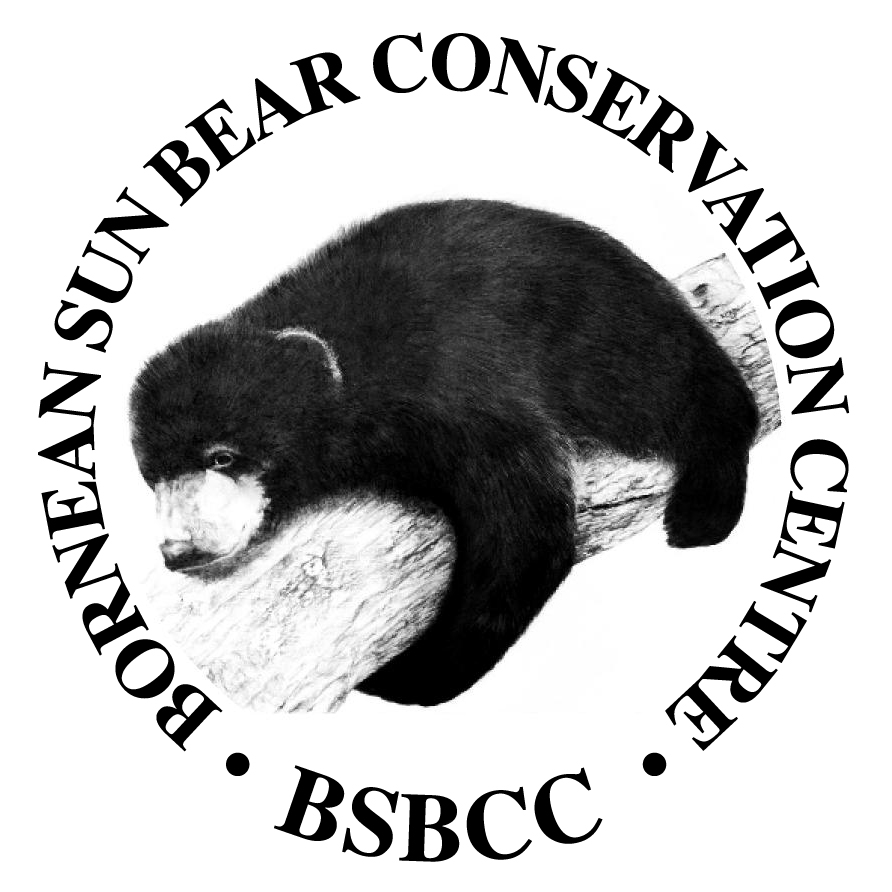
Logo des Bornean Sun Bear Conservation Centre

Das Bornean Sun Bear Conservation Centre (BSBCC) in Sepilok ist eine zoologische Einrichtung zum Schutz und Erhalt des Malaienbärs (Helarctos malayanus). Die Einrichtung liegt im Norden Borneos, etwa 25 Kilometer westlich von Sandakan im malaysischen Bundesstaat Sabah. Das BSBCC wurde 2008 als Non-Profit-Organisation gegründet und ist ein gemeinsames Projekt des Malaienbärforschers Wong Siew Te, der Organisation für ökologisch-nachhaltige Projekte Land Empowerment Animals People (LEAP), dem Sabah Wildlife Department (SWD) und dem Sabah Forestry Department (SFD).
Das BSBCC liegt in unmittelbarer Nachbarschaft zum Sepilok Orangutan Rehabilitation Centre und teilt mit dieser Einrichtung infrastrukturelle und tiermedizinische Einrichtungen.
Das Bornean Sun Bear Conservation Centre versteht sich als eine Einrichtung des Artenschutzes und der Forschung. Darüber hinaus soll in der Bevölkerung das Bewusstsein für die Spezies und deren Gefährdung geweckt werden.

## Geschichte
Während seines Studiums musste der Wildbiologe Wong Siew Te mehrfach mitansehen, wie in Gefangenschaft geratene Malaienbären unter erbärmlichsten Bedingungen gehalten wurden. Diese Erfahrungen gaben den Anstoß, eine Einrichtung zu gründen, die sich den Schutz und die Wiedereingliederung dieser Bären zu eigen macht.

„Im Jahr 2004 bekam ich die Gelegenheit, eine Forschungsarbeit durchzuführen, die sich mit den hierzulande in Gefangenschaft gehaltenen Malaienbären befasste. Die meisten von ihnen wurden unter beklagenswerten Bedingungen gehalten, ohne angemessene Betreuung und Pflege. Nachdem ich Bären in solch schlechtem Zustand gesehen hatte, konnte ich nicht einfach die Augen davor verschließen. Ich konnte es einfach nicht. Ich sah eine Notwendigkeit, für die Bären das zu tun, was das Sepilok Orang Utan Rehabilitation Centre in Sandakan tat – gerettete Orang Utans artgerecht unterzubringen und sie für eine spätere Rückkehr in die Wildnis vorzubereiten.“

Die Suche nach einem geeigneten Gelände führte zu einem 2,5 ha großen Areal innerhalb des 42 Quadratkilometer großen Sepilok-Kabili-Forstreservats. Das Grundstück liegt in unmittelbarer Nachbarschaft zum Sepilok Orang Utan Rehabilitation Centre. Zuvor war hier eine Aufzuchtstation für Sumatrarhinozeruse untergebracht. Das Programm wurde 2006 nach dem Tod des letzten Rhinozerusbullen gestoppt.
Das BSCC nahm 2008 seine Arbeit auf und kümmerte sich zunächst um sieben Malaienbären, die zu diesem Zeitpunkt vom Sepilok Orangutan Rehabilitation Centre betreut wurden.
Im März 2010 wurde die erste Phase der Bauarbeiten auf dem Gelände des Sepilok Forest Reserve abgeschlossen und das für 20 Bären konzipierte Bärenhaus samt Freigelände seiner Bestimmung übergeben. Im April 2010 wurden die Bären in Gruppen eingeteilt und bezogen ihren neuen Lebensraum. Nach einer Eingewöhnungsphase halten sich die Bären grundsätzlich tagsüber im Freigehege auf.
Die zweite Bauphase begann im September 2010. Ziel dieses Projekts war die Umwandlung des alten Bärenquartiers in Büroräume, Besucherzentrum und Shop. Außerdem wurde ein Quarantänebereich für bis zu zehn Bären eingerichtet und eine Beobachtungsplattform für Besucher installiert. Darüber hinaus war eine Renovierung der bestehenden Wege und Laufstege auf dem Gelände notwendig geworden.
Im Juni 2014 waren insgesamt 33 Malaienbären im BSBCC untergebracht. Für die Zukunft ist die Errichtung eines zweiten Bärenhauses und von Freigehegen für weitere 20 Malaienbären geplant.

## Ziele
Das BSBCC versteht sich weder als Zoo noch als Touristenattraktion, sondern als eine Einrichtung die dem Artenschutz und der Wiedereingliederung der Tiere in ihren natürlichen Lebensraum sowie der Bildung und Forschung dient.
Zur Erreichung dieser Ziele ist es notwendig, Kapazitäten für die Konfiszierung, Rehabilitation und Auswilderung von verwaisten oder in Gefangenschaft gehaltenen Bären zu schaffen. Für diejenigen Bären, die für eine Auswilderung nicht geeignet sind, soll ein langfristiges Lebensumfeld geschaffen werden. Gleichzeitig setzt das Zentrum auf eine verstärkte Öffentlichkeitsarbeit und auf die weitere Erforschung der Spezies.
Eine Absichtserklärung zur politischen Lobbyarbeit mit dem Ziel, einen besseren Schutz der Spezies und ihres Lebensraumes zu erzielen, ist ausdrücklich im Programm des BSBCC enthalten.

## Einrichtungen des BSBCC

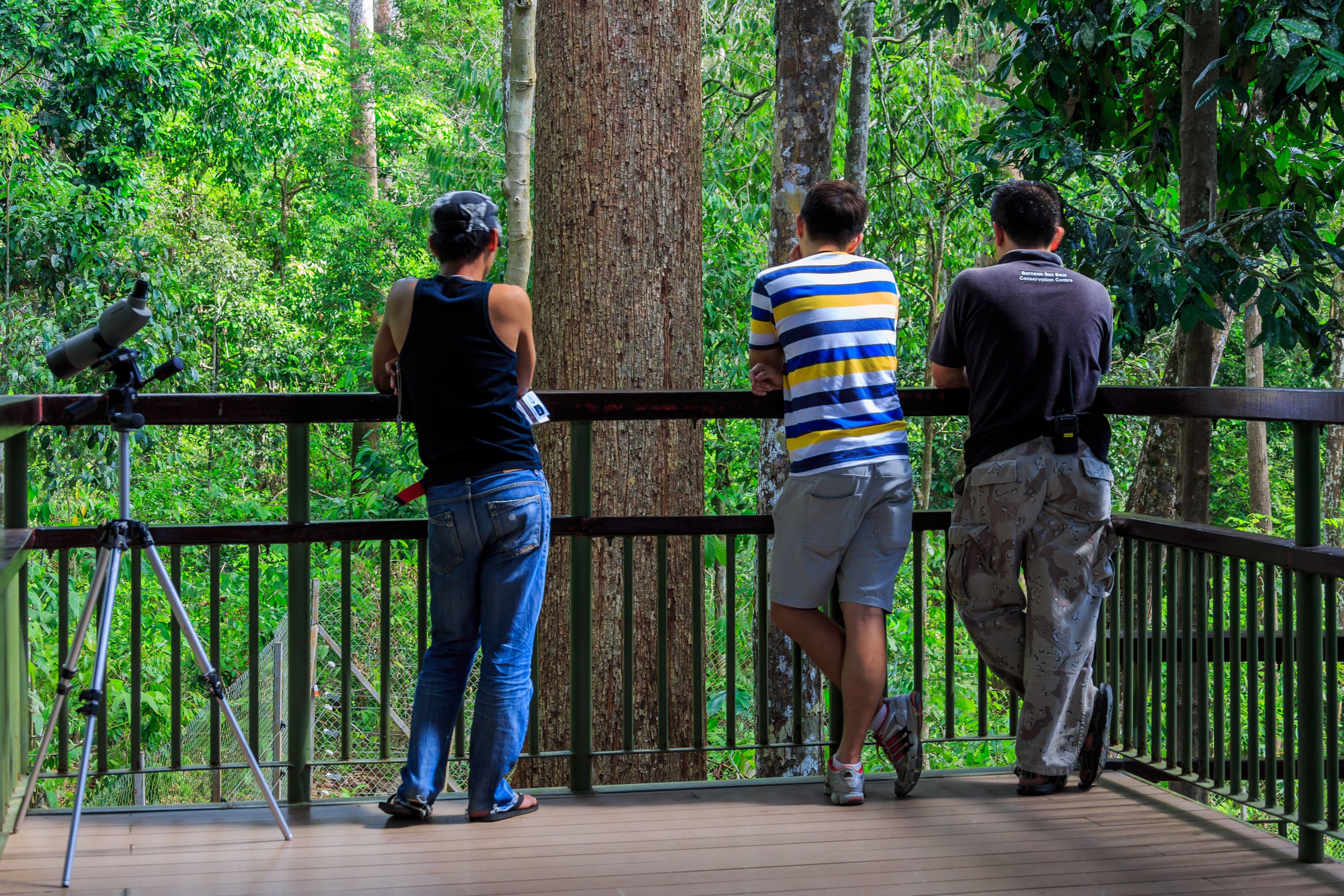
Die Beobachtungsplattform

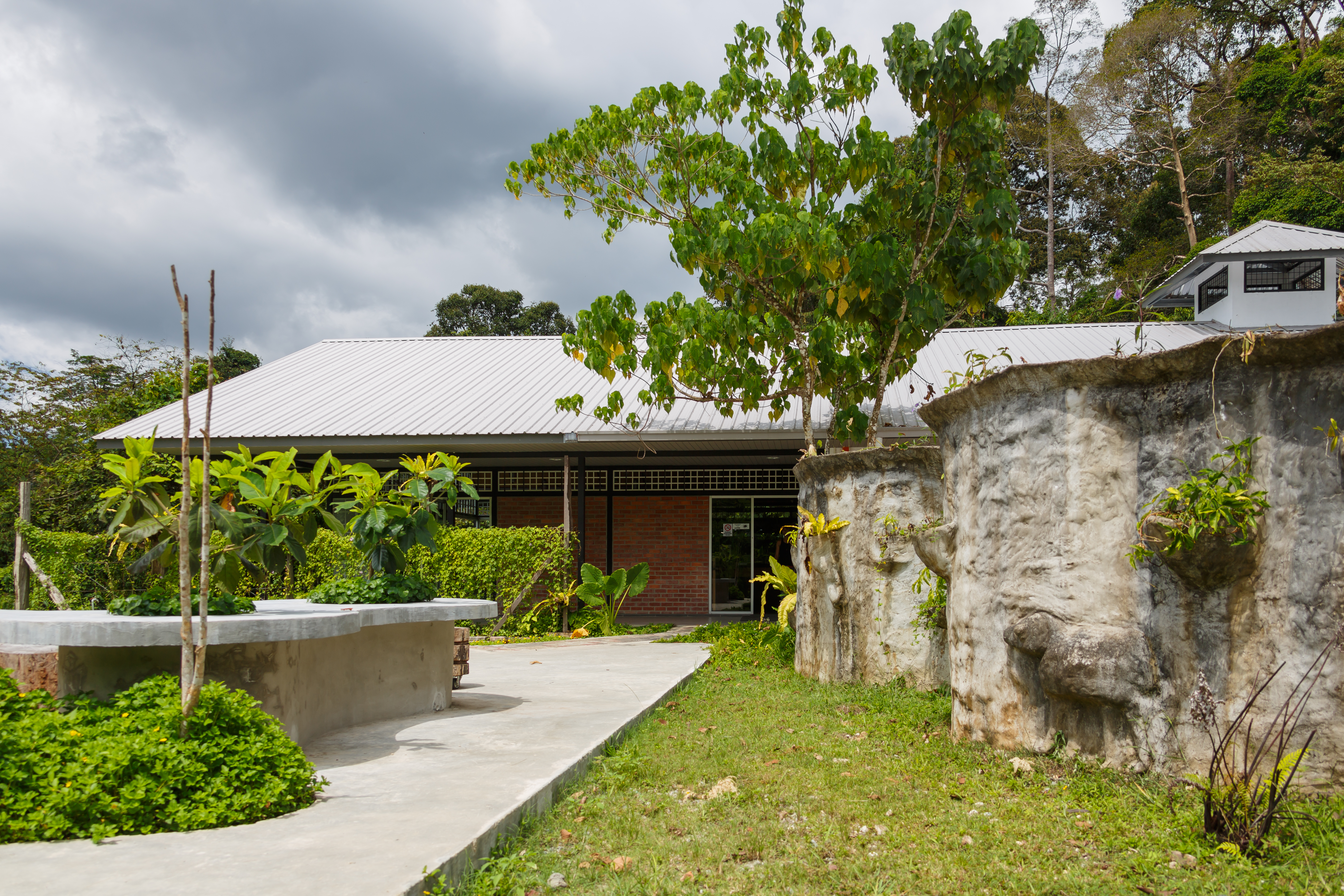
Das Besucherzentrum

Das Gesamtgelände ist in drei Bereiche eingeteilt, deren Zweck jeweils auf Besucher, Bären oder Angehörige des BSBCC ausgerichtet ist:
- Besucherbereich mit Besucherzentrum, Laufstegen und Beobachtungsplattform,
- Freigehege und Bärenhaus,
- Verwaltungs- und tiermedizinische Einrichtungen.

## Artenschutz in Sabah
Malaienbären fallen unter die in Liste 1 des Artenschutzgesetzes von Sabah (Sabah Wildlife Conservation Enactment 1997) genannten vollständig geschützten Arten. Das bedeutet, dass die Tötung, Haltung oder der Besitz von Körperteilen wie Klauen oder Gallenblasen mit bis zu fünf Jahren Gefängnis und einer Geldstrafe mit bis zu RM 50.000 geahndet wird.

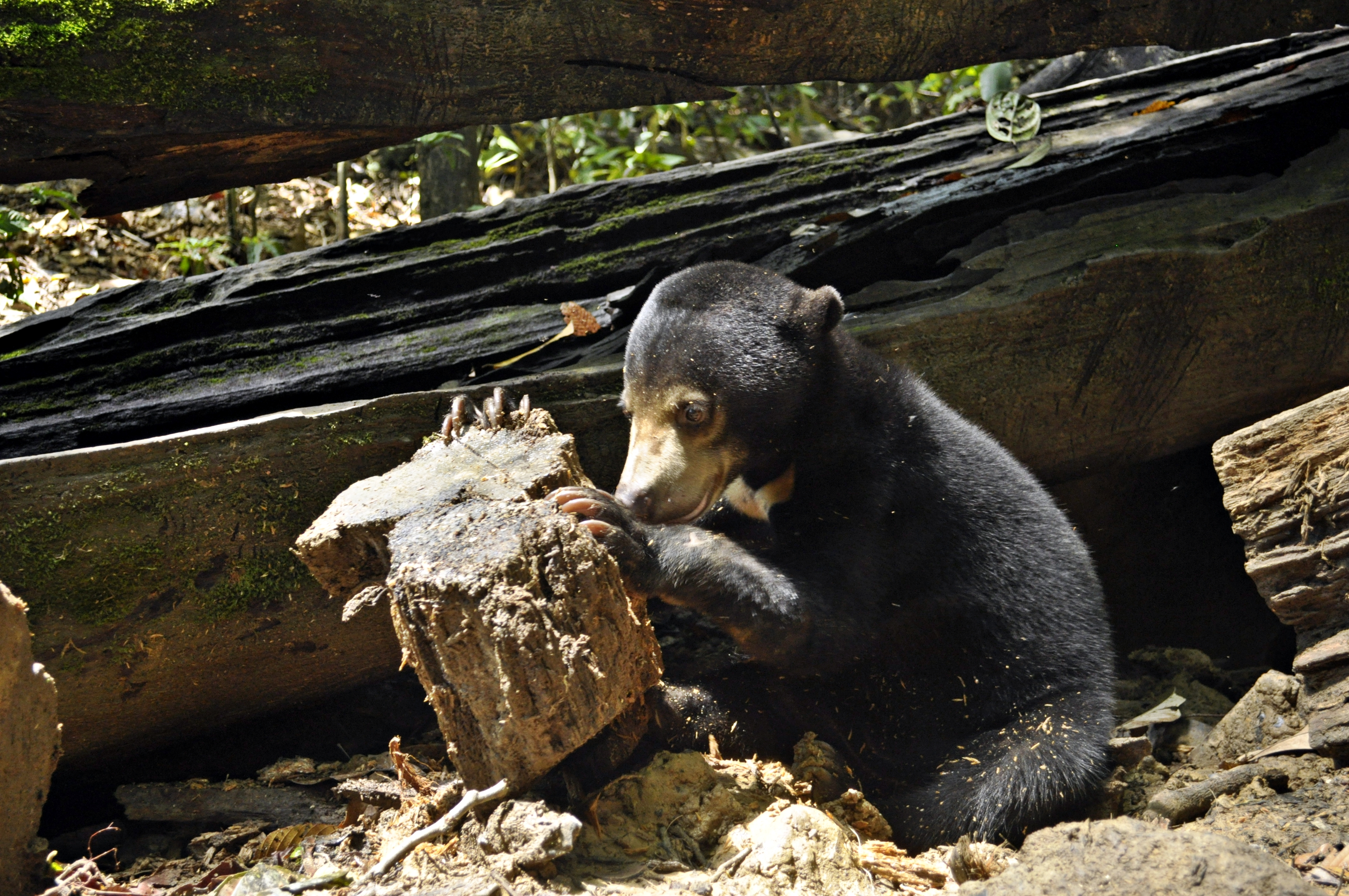
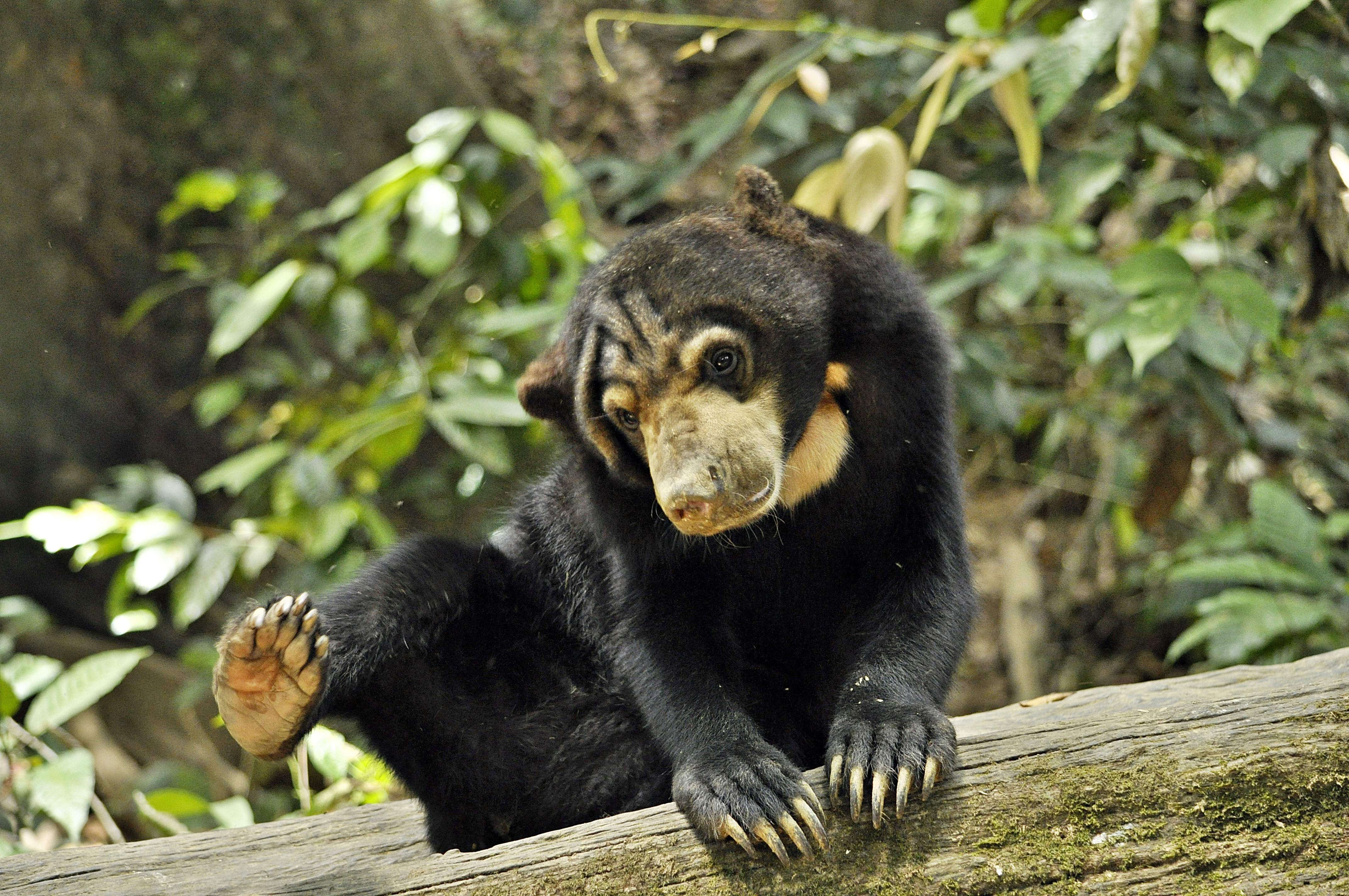
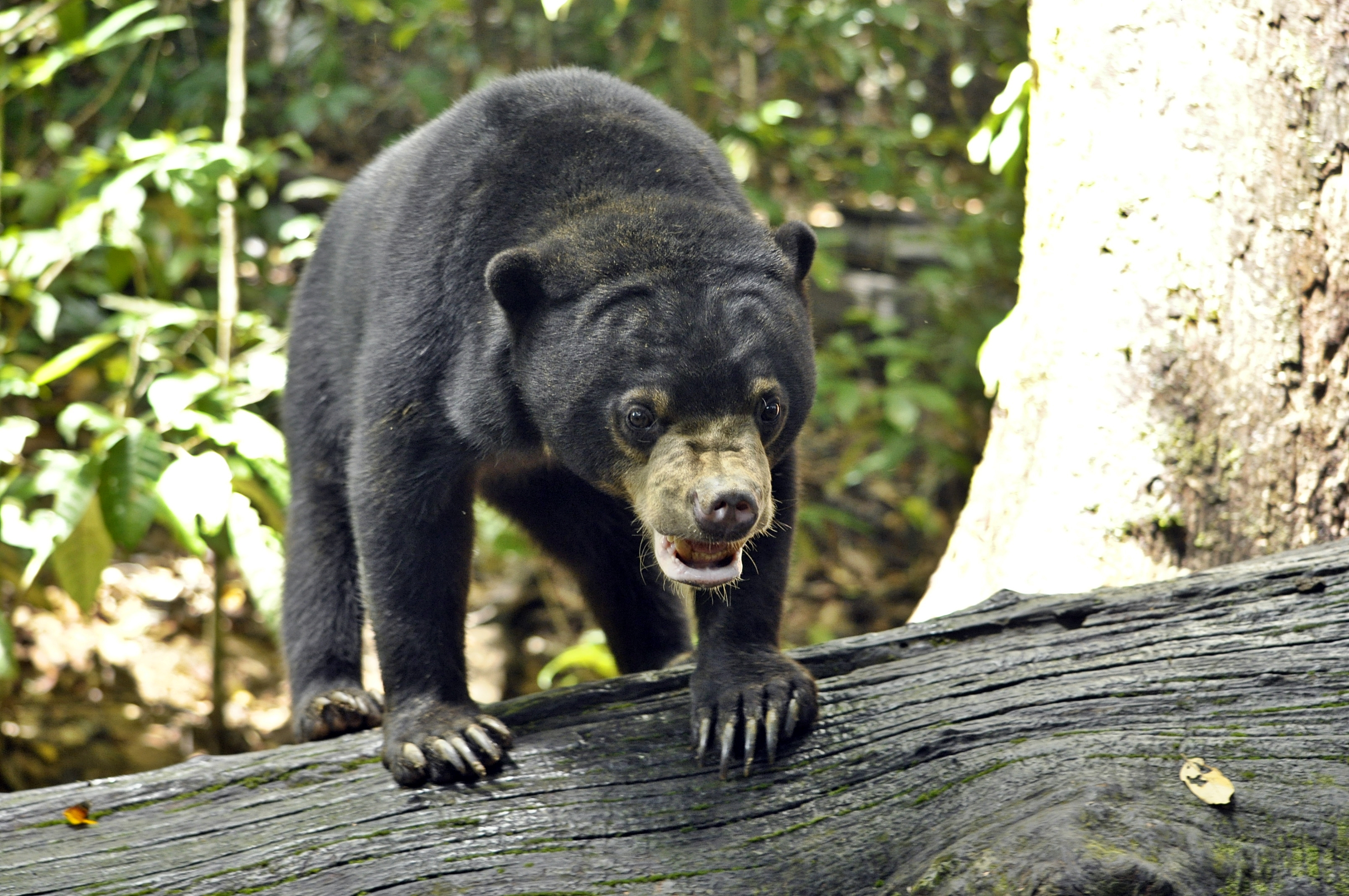
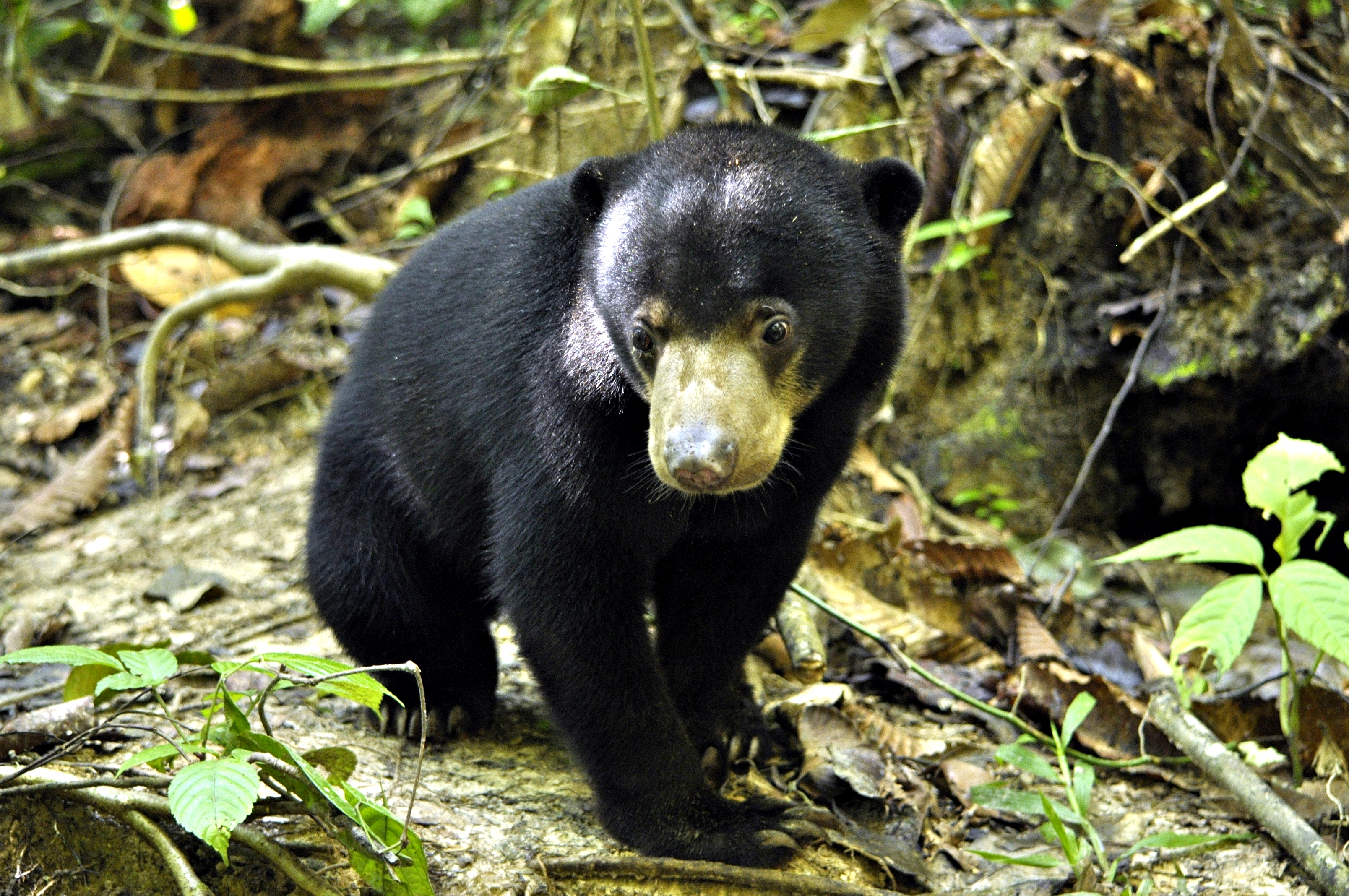
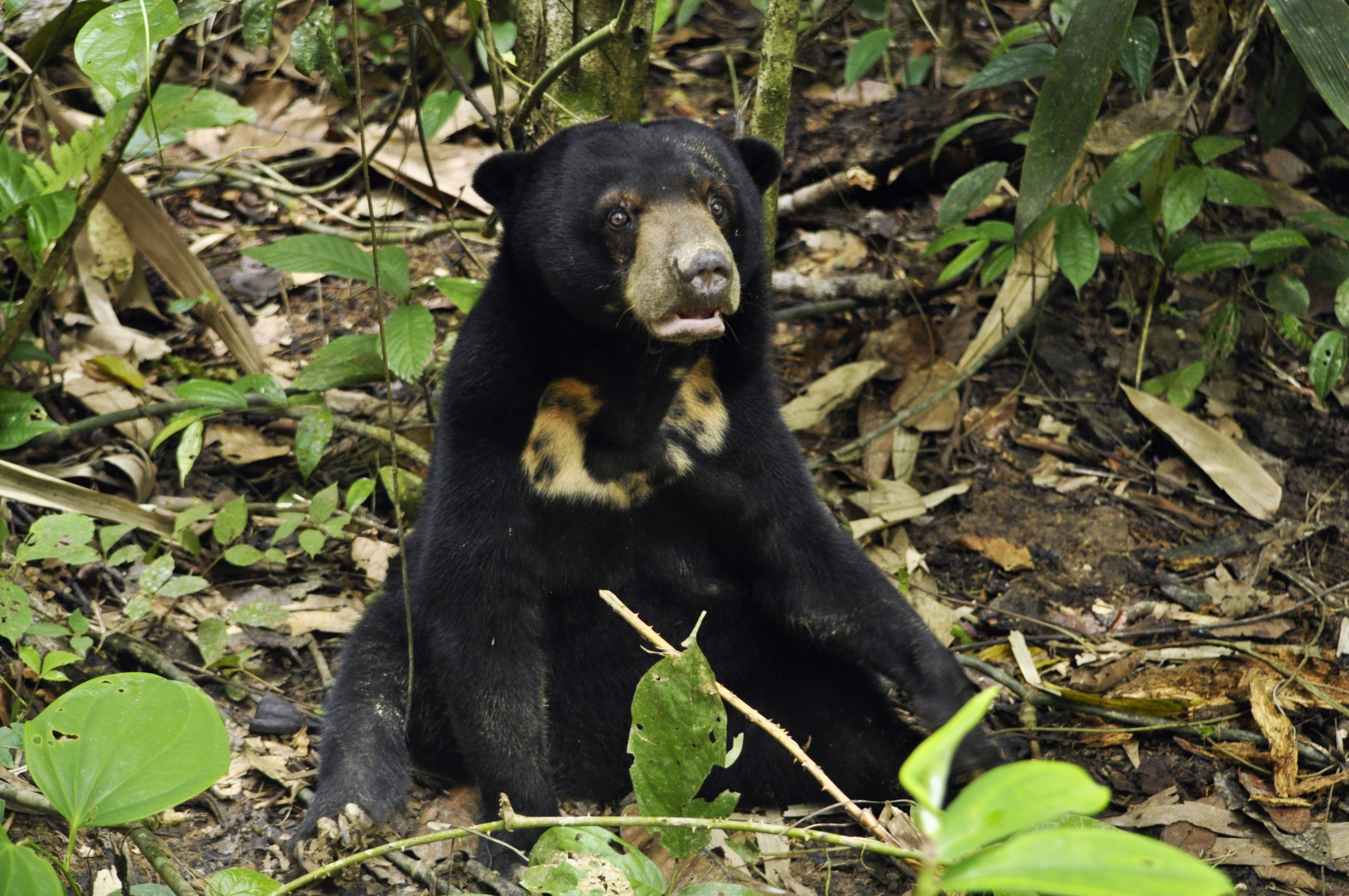

## Organisationsstruktur
Das BSBCC wurde 2008 als Non-Profit-Organisation in Sabah gegründet. Der Vorstand besteht aus Cynthia Ong (CEO von LEAP), Wong Siew Te (CEO des Bornean Sun Bear Conservation Centre), Fred Kugan (Stellvertretender Direktor des Staatlichen Forstamtes in Sabah) und Augustine Tuuga (Stellvertretender Direktor des Sabah Wildlife Department). Das Zentrum beschäftigte Ende 2013 elf Angestellte als Centre Coordinator, Environmental Education Officer, Research & Reintroduction Coordinator, Arbeiter und Tierpfleger.